# Arats
Arats va ser un petit districte de la província del sud-est de l'Airarat, a la banda dreta de l'Araxes.
Limitava al nord amb l'Urtsadzor, al sud amb el Nakhichevan; a l'oest amb l'Araxes que el separava del Masiatsun; i a l'est, el Vaiots Dzor a la Siunia.